# Heinz Simmet
Heinz Simmet, genannt Jimmy (* 22. November 1944 in Göttelborn; † 31. Januar 2024 in Hürth) war ein deutscher Fußballspieler. Der anfänglich im Angriff eingesetzte Spieler entwickelte sich im weiteren Verlauf seiner langen Karriere zu einem defensiven Mann im Mittelfeld und absolvierte insgesamt bei den Vereinen Borussia Neunkirchen (29 Spiele/13 Tore), Rot-Weiss Essen (33/5) und dem 1. FC Köln (357/37) 419 Ligaspiele in der Fußball-Bundesliga und erzielte 55 Tore. Mit Köln gewann Simmet in der Saison 1977/78 das Double sowie 1968 und 1977 den DFB-Pokal.

## Laufbahn

### Im Saarland, bis 1966
Simmet begann das Fußballspielen 1955 in der Jugend des SV Göttelborn. Dort wurde er 1961 mit der A-Jugend Vize-Saarlandmeister. In seiner ersten Saison nach der Jugend, 1962/63, spielte er beim SV 05 Holz in der 2. Amateurliga Saarland Ost und nahm zur Runde 1963/64 das Vertragsangebot von Borussia Neunkirchen an und wechselte gemeinsam mit seinem Vereinskameraden Volker Münz in das Ellenfeldstadion. Der junge Angreifer debütierte am 11. August 1963 beim 5:1-Auswärtserfolg gegen den BSC Oppau in der zweitklassigen Fußball-Regionalliga Südwest. Simmet stürmte auf der Mittelstürmerposition und erzielte ein Tor. Am Rundenende feierte er mit 27 Regionalligaeinsätzen und zehn Toren mit der Borussia 1963/64 die Meisterschaft. Das Team von Trainer Horst Buhtz hatte mit 106:32 Toren und 60:16 Punkten die Tabelle im Südwesten angeführt und war damit in die erste Bundesligaaufstiegsrunde eingezogen. Elmar May und Günter Kuntz hatten jeweils 25 Tore zu diesem Erfolg beigesteuert. In der Aufstiegsrunde setzte sich Neunkirchen überraschend gegen den Favoriten FC Bayern München mit den Talenten Sepp Maier und Franz Beckenbauer durch; Simmet war nur in einem Spiel (1 Tor) zum Einsatz gekommen.
In der Bundesligarunde 1964/65 kam Simmet erstmals am 21. November 1964 bei einer 0:1-Auswärtsniederlage bei Eintracht Frankfurt zum Einsatz. Durch einen Wadenbeinbruch konnte er seine Bundesligakarriere erst ab dem 20. März 1965 fortsetzen. In den restlichen sieben Spielen erzielte er sieben Tore und die Borussia belegte den 10. Rang. Die Runde schloss Neunkirchen am 30. Spieltag, den 15. Mai 1965, mit einem 3:1-Heimerfolg gegen den VfB Stuttgart ab. Simmet spielte im damaligen WM-System auf Halbrechts und zeichnete sich als zweifacher Torschütze aus. Im zweiten Jahr Bundesliga konnten die Schwarz-Weißen aus dem Saarland die Leistung der Debütrunde nicht wiederholen und stiegen als 17. in die Regionalliga ab. Simmet hatte zwar persönlich eine gute Runde abgeliefert, sechs Tore in 21 Einsätzen, aber die Defensivstabilität des Vorjahres konnte die Elf von Trainer Buhtz nicht mehr erreichen.
In zwei Jahren Bundesliga hatte Simmet in 29 Einsätzen 13 Tore für die Borussia erzielt. Er nahm das Angebot des Bundesligaaufsteigers Rot-Weiss Essen an und wechselte zur Saison 1966/67 nach Bergeborbeck zur Mannschaft aus dem Georg-Melches-Stadion.

### Essen und Köln, 1966 bis 1978
Unter Trainer Fritz Pliska und an der Seite von Mitspielern wie Peter Dietrich, Klaus Fetting, Werner Kik, Willi Koslowski, Willi Lippens und Adolf Steinig absolvierte Simmet bei den Rot-Weißen 33 Ligaspiele und erzielte fünf Tore. Es reichte aber nicht zum Klassenerhalt. Essen stieg mit 25:43 Punkten ebenso wie der zweite Aufsteiger, Fortuna Düsseldorf, umgehend aus der Bundesliga wieder ab. FC-Präsident Franz Kremer überzeugte den Saarländer zur Unterschrift beim 1. FC Köln, und Simmet lief dann in elf Saisonrunden, von 1967/68 bis 1977/78, für den FC in der Bundesliga auf.
Unter Trainer Willi Multhaup debütierte Simmet am 19. August 1967 bei einer 0:3-Auswärtsniederlage bei Hannover 96 beim FC in der Bundesliga. Der Neuzugang aus Essen hatte die Bewachung des starken Hans Siemensmeyer aufgetragen bekommen. Am Rundenende war er in 31 Ligaspielen aufgelaufen und hatte drei Tore beim Erreichen des 4. Ranges erzielt. Bereits in der Hinrunde wurde seine Leistung am 22. November 1967 mit der Berufung in die U 23-Nationalmannschaft durch den DFB gewürdigt. In Saarbrücken, in seiner Heimat, spielte Deutschlands U 23 gegen Rumänien, das Spiel endete 1:1. Mit Rudolf Assauer und Klaus Fichtel bildete der Mann aus Göttelborn die deutsche Läuferreihe und war auch der Torschütze des DFB-Teams. Den sportlichen Höhepunkt erlebte der extrem laufstarke, kämpferische Dauerläufer und ungemein wichtiger Antreiber und Ballschlepper aber im DFB-Pokal in seinem ersten Kölner Jahr. Nach Erfolgen gegen den FC Homburg (4:1), Eintracht Frankfurt (1:1 n. V.; 1:0 Wdh.), Eintracht Braunschweig (1:1 n. V.; 2:1 Wdh.) und einem klaren 3:0-Heimerfolg im Halbfinale gegen Borussia Dortmund zog Simmet mit dem FC in das Finale am 9. Juni 1968 im Südweststadion in Ludwigshafen gegen die Überraschungsmannschaft VfL Bochum ein. Vor 58.000 Zuschauern setzte sich Köln mit dem Mittelfeld um Simmet, Heinz Flohe und Wolfgang Overath nach Toren von Carl-Heinz Rühl (2), Heinz Hornig (1) und Johannes Löhr (1) mit 4:1 durch und holte den Pokal nach Köln.
In seiner ersten Kölner Runde erlebte Simmet aber auch noch im dritten Wettbewerb die Atmosphäre im europäischen Vereinsfußball durch die Teilnahme am Messepokal. In der 1. Runde wurde Slavia Prag ausgeschaltet (2:0, 2:2), in der 2. Runde scheiterte Köln im November 1967 an Glasgow Rangers (0:3, 3:1 n. V.). Simmet war in allen vier Spielen im Einsatz gewesen. Eine sehr gute Saison erlebte der defensive Mittelfeldspieler 1972/73 unter Trainer Rudi Schlott. In der Bundesliga wurde der FC Vizemeister und Simmet hatte alle 34 Rundenspiele bestritten und dabei auch noch acht Tore erzielt. Zusätzlich zogen die „Geißböcke“ erneut in das Pokalfinale ein und lieferten sich dort mit Borussia Mönchengladbach am 23. Juni 1973 in Düsseldorf ein legendäres Endspiel. Günter Netzer traf in der Verlängerung in der 93. Spielminute zum 2:1 Endstand für Gladbach.
Als 1968/69 in der Bundesliga unter Multhaup-Nachfolger Hans Merkle wenig zusammen lief (13. Rang), drang Simmet mit Köln im Europapokal der Pokalsieger bis ins Halbfinale vor. Da war aber im April 1969 gegen den FC Barcelona mit Josep Fusté und Carles Rexach Endstation (2:2, 1:4). Auch im Messepokal 1970/71 zogen Simmet und der 1. FC Köln nach Erfolgen gegen Racing Paris Sedan (5:1, 0:1), AC Florenz (2:1, 1:0), Spartak Trnava (1:0, 3:0) und im Viertelfinale gegen den FC Arsenal (1:2, 1:0) in das Halbfinale im April 1971 gegen Juventus Turin ein. Die Mannen um Pietro Anastasi, Franco Causio, Fabio Capello, Helmut Haller und Roberto Bettega setzten sich aber in Turin mit 2:0 nach einem Hinspiel-Remis von 1:1 in Köln durch und verwehrten dem FC den Einzug in das Finale.
Der auch vereinfachend als „Wasserträger“ und „Kettenhund“ von Kölns Mittelfeldstar Wolfgang Overath bezeichnete Simmet war seine gesamten Jahre beim 1. FC Köln Stammspieler. Zwischen 1970 und 1977 wurde er in 258 Bundesligaspielen in Folge eingesetzt – ein Bundesligarekord für Feldspieler. Simmet blieb beim 1. FC Köln bis zu seinem Karriereende 1978. Dies war gleichzeitig sein erfolgreichstes Jahr mit dem Gewinn der deutschen Meisterschaft und dem Gewinn des DFB-Pokals unter Trainer Hennes Weisweiler, obwohl er aufgrund von Verletzungen nur zu 23 Einsätzen kam.
Heinz Simmet galt als kompromissloser Kämpfer, der mit den Kölnern fünfmal im DFB-Pokalfinale stand und dieses dreimal gewann (1968, 1977, 1978). Insgesamt spielte er 419-mal in der 1. Bundesliga und erzielte 55 Tore. Nach seiner Profikarriere spielte er noch Jahre im Amateurbereich beim SC Blau-Weiß 06 Köln (1978/79), bei der SpVg Frechen 20 (1979–1983), wo er noch mit dem Frechener Idol Karl Lambertin dem Ball nachjagte, und hängte von 1983 bis 1986 noch drei Runden als Spielertrainer bei BSG Macha Heppendorf an.

### Ehrungen/Auszeichnungen
Im September 2013 eröffnete die Gemeinde Göttelborn einen Heinz-Simmet-Weg. Anlässlich des 50-jährigen Jubiläums der Bundesliga wurde Simmet 2013 in eine „Saarland-Jubiläums-Elf“ gewählt. Zur Wahl, die vom Ellenfeld e. V. und dem Saarpark-Center organisiert worden war, standen alle Saarländer, die seit 1963 in der Bundesliga gespielt hatten.

## Persönliches
Simmet wurde bei seinem Bruder zum Maler ausgebildet. Er betrieb in Köln einen Malerbetrieb mit 25 Angestellten. Simmet wurde am 7. Februar 2024 auf dem Friedhof in Hürth-Berrenrath beigesetzt.

## Vereine
- 1963–1966 Borussia Neunkirchen
- 1966–1967 Rot-Weiss Essen
- 1967–1978 1. FC Köln
- 1978–1979 SC Blau-Weiß 06 Köln
- 1979–1981 SpVg Frechen 20

## Statistik
- DFB-Pokal
55 Spiele; 6 Tore 1. FC Köln

- Europapokal der Pokalsieger; UEFA-Pokal
60 Spiele; 5 Tore 1. FC Köln